# Saison 4 de Homeland
Chronologie
Saison 3 Saison 5
Cet article présente les épisodes de la quatrième saison de la série télévisée américaine Homeland.

## Synopsis
Quelques mois après la mort de Nicholas Brody, Carrie Matthison travaille désormais d'arrache-pied pour la CIA entre Kaboul et Islamabad afin de débusquer l'un des terroristes les plus recherchés de la CIA : Haissam Haqqani. Elle doit gérer en parallèle sa vie de mère célibataire ainsi que sa fille Franny (issue de sa liaison avec Brody lors de la saison précédente) et ses problèmes de bipolarité. De son côté, Peter Quinn doit gérer son traumatisme lié au travail. Prête à tout pour trouver Haqqani, Carrie va jusqu'à recruter le neveu de celui-ci, Aayan Ibrahim. Quant à Saul, il se retrouve pris en otage par le terroriste et Carrie fera tout pour le sauver. Entre sauvetage et trahison, la CIA subira un lourd assaut terroriste au sein même de son ambassade, au cours duquel les pertes seront majeures. Une course contre la montre sera alors lancée afin de trouver Haqqani et de l'éliminer, le plus vite possible.

## Distribution

### Acteurs principaux
- Claire Danes (VF : Caroline Victoria) : Carrie Mathison
- Mandy Patinkin (VF : Patrick Floersheim) : Saul Berenson
- Rupert Friend (VF : Taric Méhani) : Peter Quinn
- Nazanin Boniadi (VF : Chantal Baroin) : Fara Sherazi[1]
- Laila Robins (VF : Danièle Douet) : Ambassadrice des États-Unis au Pakistan Martha Boyd[2]
- Tracy Letts (VF : Guy Chapellier) : Directeur de la CIA Andrew Lockhart

### Acteurs récurrents
- Corey Stoll (VF : Éric Aubrahn) : Sandy Bachman[2]
- F. Murray Abraham (VF : Pierre Dourlens) : Dar Adal
- Suraj Sharma (VF : Pascal Nowak) : Aayan Ibrahim[3]
- Sarita Choudhury (VF : Françoise Vallon) : Mira Berenson
- Numan Acar : Haissam Haqqani

### Invités
- Raza Jaffrey (VF : Thomas Roditi) Aasar Khan[4]
- Michael O'Keefe (VF : Pierre Tessier) : John Redmond[4]
- Mark Moses (VF : Luc Bernard) : Dennis Boyd[5]
- Nimrat Kaur : Tasneem Qureshi[5]
- Art Malik (VF : Omar Yami) : Bunny Latif[5]
- Victoria Clark : Ellen Mathison, mère de Carrie[6] (épisode 12)

## Production

### Diffusions
La série est diffusée à partir du 5 octobre 2014 sur Showtime, aux États-Unis.

## Liste des épisodes

### Épisode 1:Dommages collatéraux
- États-Unis : 5 octobre 2014 sur Showtime[7]
- Suisse : date inconnue sur RTS Un
- France et  Suisse : date inconnue sur Canal+
- Belgique : date inconnue sur BeTV
- Québec : 8 septembre 2015 sur Télé-Québec

- États-Unis : 1,61 million de téléspectateurs[8]

### Épisode 2:Instinct maternel
- États-Unis : 5 octobre 2014 sur Showtime

- États-Unis : 1,61 million de téléspectateurs[8]

### Épisode 3:Frictions
- États-Unis : 12 octobre 2014 sur Showtime

- États-Unis : 1,223 million de téléspectateurs[9]

### Épisode 4:Rapprochements
- États-Unis : 19 octobre 2014 sur Showtime

- États-Unis : 1,349 million de téléspectateurs[10]

### Épisode 5:Recrutement
- États-Unis : 26 octobre 2014 sur Showtime

- États-Unis : 1,523 million de téléspectateurs[11]

### Épisode 6:L'Appât
- États-Unis : 2 novembre 2014 sur Showtime

- États-Unis : 1,535 million de téléspectateurs[12]

### Épisode 7:Provocations
- États-Unis : 9 novembre 2014 sur Showtime

- États-Unis : 1,545 million de téléspectateurs[13]

### Épisode 8:Déséquilibres et Pouvoir
- États-Unis : 16 novembre 2014 sur Showtime

- États-Unis : 1,663 million de téléspectateurs[14]

### Épisode 9:L'Échange
- États-Unis : 23 novembre 2014 sur Showtime

- États-Unis : 1,774 million de téléspectateurs[15]

### Épisode 10:Assaut meurtrier
- États-Unis : 7 décembre 2014 sur Showtime

- États-Unis : 1,947 million de téléspectateurs[16]

### Épisode 11:Loup solitaire
- États-Unis : 14 décembre 2014 sur Showtime

- États-Unis : 2,11 millions de téléspectateurs[17]

### Épisode 12:Retour aux sources
- États-Unis : 21 décembre 2014 sur Showtime

- États-Unis : 1,92 million de téléspectateurs[18]